# 제61회 아카데미상
제61회 아카데미상은 1989년 3월 29일에 열린 시상식이다. LA 슈라인 오디토리움에서 개최되었다.

## 후보 및 수상

### 작품상
- 레인 맨 - 마크 존슨 수상
- 우연한 방문객 - 로렌스 캐스단
- 위험한 관계 - Norma Heyman
- 미시시피 버닝 - 프레더릭 졸로
- 워킹 걸 - 더글러스 윅

### 남우주연상
- 레인 맨 - 더스틴 호프만 수상
- 빅 - 톰 행크스
- 미시시피 버닝 - 진 핵크만
- 정복자 펠레 - 막스 폰 시도우
- 스탠드 업 - 에드워드 제임스 올모스

### 여우주연상
- 피고인 - 조디 포스터 수상
- 크라잉 인 더 다크 - 메릴 스트립
- 위험한 관계 - 글렌 클로즈
- 정글 속의 고릴라 - 시고니 위버
- 워킹 걸 - 멜라니 그리피스

### 남우조연상
- 완다라는 이름의 물고기 - 케빈 클라인 수상
- 리틀 도리트 - 알렉 기네스
- 마피아의 아내 - 딘 스톡웰
- 허공에의 질주 - 리버 피닉스
- 터커 - 마틴 랜도

### 여우조연상
- 우연한 방문객 - 지나 데이비스 수상
- 위험한 관계 - 미셸 파이퍼
- 미시시피 버닝 - 프란시스 맥도맨드
- 워킹 걸 - 조안 쿠삭
- 워킹 걸 - 시고니 위버

### 감독상
- 레인 맨 - 배리 레빈슨 수상
- 완다라는 이름의 물고기 - 찰스 크릭튼
- 그리스도 최후의 유혹 - 마틴 스코세이지
- 미시시피 버닝 - 앨런 파커
- 워킹 걸 - 마이크 니콜스

### 각본상
- 레인 맨 - 로널드 바스 수상

### 각색상
- 위험한 관계 - 크리스토퍼 햄튼 수상

### 촬영상
- 미시시피 버닝 - 피터 비지우 수상

### 편집상
- 누가 로져 래빗을 모함했나 - 아서 슈미트 수상

### 미술상
- 위험한 관계 - 스투어트 크레그 수상

### 의상상
- 위험한 관계 - 제임스 아케슨 수상

### 분장상
- 비틀쥬스 - Ve Neill 수상

### 음악상
- 반항의 계절 - Dave Grusin 수상

### 주제가상
- 워킹 걸 - 카릴 시몬 수상

### 음향믹싱상
- 버드 - Les Fresholtz 수상

### 시각효과상
- 누가 로져 래빗을 모함했나 - 켄 랄스톤 수상

### 외국어영화상
- 정복자 펠레 - 빌 어거스트 수상

### 단편애니메이션상
- 틴 토이 - 존 라세터 수상

### 단편영화상
- The Appointments of Dennis Jennings - 딘 패리소트 수상

### 장편다큐멘터리상
- Hotel Terminus - Marcel Oph?s 수상

### 단편다큐멘터리상
- You Don't Have to Die - 빌 구텐타그 수상

### 특별공헌상
- 리처드 윌리엄스 수상

### 고든 소이어 상
- Gordon Henry Cook 수상

## 같이 보기
- 제9회 골든 래즈베리상
- 제42회 영국 아카데미 영화상
- 제46회 골든 글로브상